# Línea 26 B (San Juan)
La línea 26 B fue una línea de colectivos urbanos del aglomerado del Gran San Juan en la provincia de San Juan, Argentina, que recorría parte de dicha aglomeración, por los departamentos de Rawson, Pocito, y Capital, comunicándolos con la ciudad de San Juan. También se destacó la subdivisión del ramal, "A" (26 A), cuyo recorrido y empresa propietaria era distinta.
Sus unidades estaban administradas actualmente por la empresa privada, Mayo S.R.L.. Mientras que hasta el 4 de septiembre de 2004, estuvo administrada por la empresa 20 de junio S.A, que debido al incumplimiento de los plazos establecidos, para la incorporación de nuevas unidades ofertadas, el gobierno provincial le caduco el servicio

## Recorrido
Ida
Lemos y Calle 5 - Lemos - Sarmiento - Magallanes - Dr.Ortega - Frías - Guayaquil - 21 de Febrero - Las Vicentinas - C.Bustos - Triunvirato - República del Líbano - General Acha - Mitre - Avenida Rawson - General Paz - Estados Unidos (Estación Terminal de Ómnibus) 
Regreso
Estación Terminal de Ómnibus - Santa Fe - Avenida Rioja - Avenida Libertador General San Martín - General Acha - Pedro Hechagüe - España- 25 de Mayo - Las Heras - Avenida Libertador General San Martín - Mendoza -República del Líbano - Triunvirato - Cenobia Bustos - Las Vicentinas - 21 de Febrero - Guayaquil - Frías - Dr.Ortega - Magallanes - Sarmiento - Lemos y Calle 5.